# PEZ

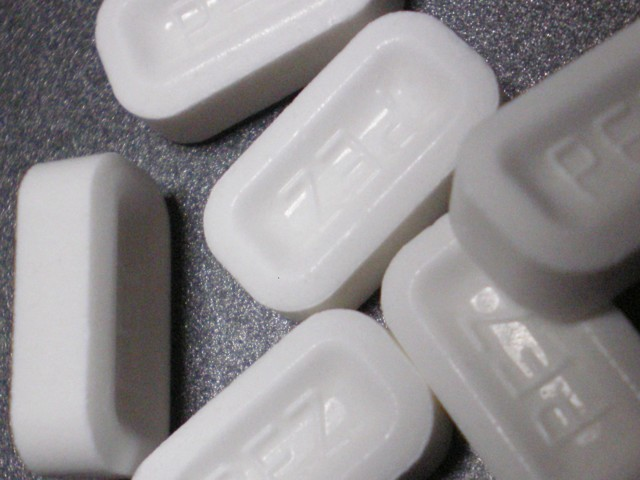
PEZ-tabletter.

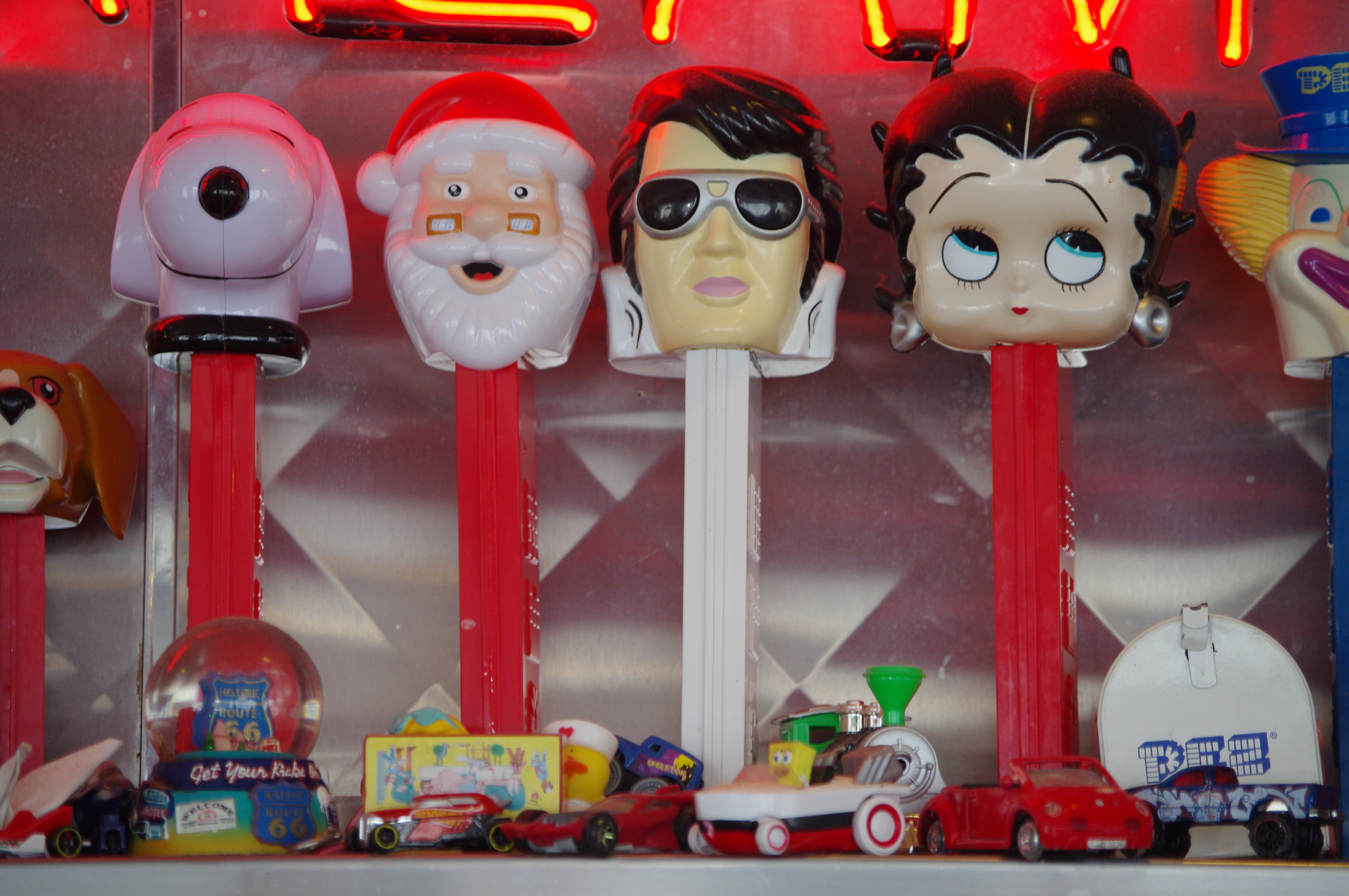
PEZ-automater föreställande Snobben, Jultomten, Elvis Presley och Betty Boop.

PEZ är ett godis i tablettform. Tabletterna är rektangulära som minitegelstenar och huvudingrediens är druvsocker (2017).
PEZ skapades i Österrike år 1927. Namnet PEZ kommer från det tyska ordet för pepparmint: Pfefferminz.  De första tabletterna var runda och den första smaken var just pepparmint. Inom kort ändrade tabletterna form till tegelstensformat. En ny produktionsanläggning öppnade i dåvarande Tjeckoslovakien 1935, vilket möjliggjorde massproduktion. 1948 såldes tabletterna i en plåtask. PEZ förknippas annars ofta med de mekaniska miniautomater man kan köpa och fylla med PEZ-tabletter. Uppfinnaren Oscar Uxa tog patent på en tablettautomat för PEZ som liknade en tändare och den började säljas 1949 i Wien. Senare vidareutvecklades automaten efter att godiset introducerats på den amerikanska marknaden 1952. PEZ-automaterna har ett huvud man lyfter bakåt för att få fram tabletterna som man laddat i automatens magasin. Från mitten av 1950-talet började automaterna få huvuden föreställande figurer. En av de allra första figurerna på automaterna var Karl-Alfred. Under 1960-talet lanserades olika nya smaker och marknadsföringen blev mer påtaglig.
Automaterna har med tiden sålts med hundratals olika huvuden, i tusentals varianter, alltifrån Disneyfigurer till Elvis Presley. PEZ-automaterna är populära samlarobjekt. PEZ-tabletterna säljs även separat i flerpack och lösvikt.